# Topònims romans dels Països Catalans

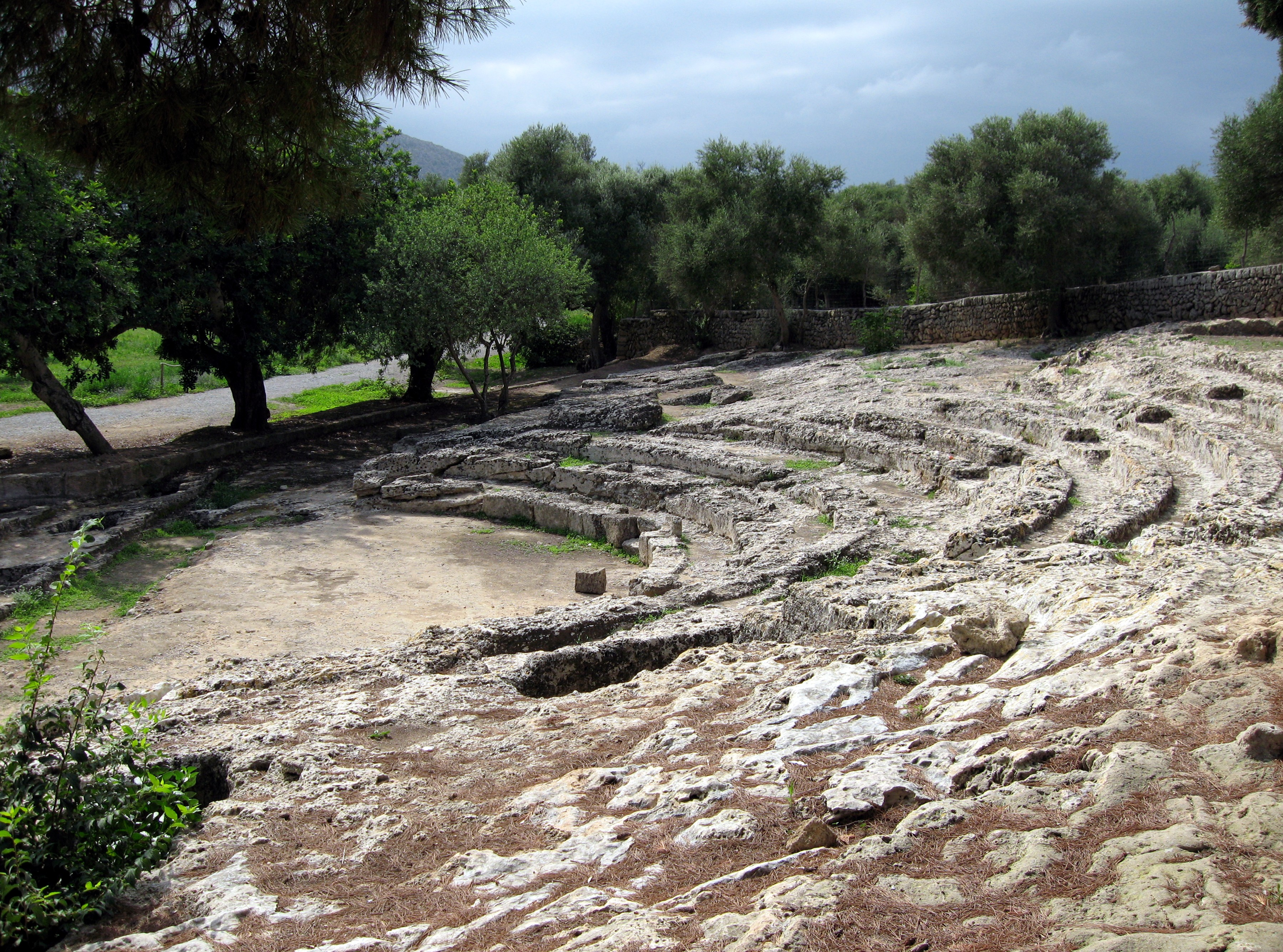
Restes del teatre romà de Pollentia

Aquesta és una llista incompleta dels topònims que van utilitzar els romans per anomenar alguns dels noms de lloc del territori dels Països Catalans, acompanyats del seu nom actual.
- Aeso: Isona
- Allon: la Vila Joiosa
- Aquae Calidae: Caldes de Malavella o, probablement, Caldes de Montbui[1]
- Ausa: Vic
- Baetulo: Badalona
- Bàrcino: Barcelona
- Bergium: sembla que la Castrum Bergium citada per Titus Livi podria ser Berga[2]
- Blanda: Blanes
- Caput Aquae: Caudete de las Fuentes
- Castrum Octavianum: fortalesa romana situada a l'actual Sant Cugat del Vallès (nom medieval)
- Dertosa: Tortosa
- Diànium: Dénia
- Ebussus: ciutat d'Eivissa
- Edeta: Llíria
- Egara: Terrassa
- Emporiae: Empúries
- Gerunda: Girona
- Iesso: Guissona
- Ilerda: Lleida
- Ilici: Elx
- Iluro: Mataró
- Iulia Libica: Llívia
- Juncaria: la Jonquera
- Lucèntum: Alacant
- Municipium Sigarrensis: els Prats de Rei[3]
- Paeniscla: Peníscola
- Pol·lència: Alcúdia
- Portus Ilicitanus: Santa Pola
- Portus Sucronensis: Cullera
- Rode: Roses
- Rubricatum: riu Llobregat
- Ruscino: Castell Rosselló, a tocar de Perpinyà
- Saetabis: Xàtiva
- Saguntum: Sagunt
- Sepelaci: Onda?
- Sicoris: riu Segre
- Sucro: riu Xúquer. A més a més, com a topònim del nucli habitat se la disputen des del segle xvi quatre municipis: Albalat de la Ribera, Alzira, Cullera i Sueca[4]
- Tarraco: Tarragona
- Valentia: València